# Teo Kardum
Teo Kardum (* 24. Juli 1986 in Split) ist ein kroatischer Fußballspieler.
Teo Kardum begann seine Karriere in der Jugend von Hajduk Split. Noch während seiner Jugendzeit wechselte er zum Erzrivalen Dinamo Zagreb. Als er dann bei den Profis eher zweite Wahl war, wechselte er in der Winterpause 2005 zu NK Varteks nach Varaždin. Dort hatte der erst 20-jährige auch zuerst das Nachsehen, da der Sturm bei Varteks mehr als nur effektiv war. Da zur neuen Saison 2006/07 beide Stürmer Varteks verließen, bildeten nun Kardum und der Jugendspieler Enes Novinić den neuen jungen Sturm bei Varteks. Nach der Saison 2006/2007 wechselte Teo Kardum in die zweite französische Liga zu FC Libourne-Saint-Seurin. Dort absolvierte er 19 Spiele und schoss 2 Tore. Jedoch konnte er sich keinen Stammplatz erarbeiten und wechselte anschließend für ein halbes Jahr in die zweite Liga der Schweiz zu Stade Nyonnais, bevor er nach Kroatien zurückkehrte.